# Lyssomanes paravelox
Lyssomanes paravelox är en spindelart som beskrevs av Dmitri Viktorovich Logunov 2002. Lyssomanes paravelox ingår i släktet Lyssomanes och familjen hoppspindlar. Inga underarter finns listade i Catalogue of Life.